# José Alberto Wenzel
José Alberto Wenzel (Cerro Largo (Rio Grande do Sul), 19 de janeiro de 1952) é um geólogo com mestrado em Desenvolvimento Regional Tecno-Ambiental pela Universidade de Santa Cruz do Sul (Unisc). Em Santa Cruz do Sul foi Secretário Municipal da Saúde (1997 a 1999), vereador (1993 a 1996, 1999 a 2000), e prefeito (2005 a 2008). Em 2009 aceitou o cargo de Chefe da Casa Civil do Estado do Rio Grande do Sul sob o governo de Yeda Crusius, e a então vice-prefeita Helena Hermany assumiu como prefeita. Também foi eleito primeiro suplente de Ana Amélia Lemos no Senado Federal.

## Carreira
A carreira de Wenzel na política e como escritor é marcada pela defesa do ambientalismo.

### Política
Sua carreira política se iniciou com eleição à câmara de vereadores de Santa Cruz do Sul em 1992, pelo PL. Atuou ainda na secretaria municipal de saúde (1997 a 1999), em outro mandato na câmara, de 1999 a 2000, e como prefeito da mesma cidade, de 2005 a 2008. Em 2009 assumiu o cargo de Chefe da Casa Civil do Estado do Rio Grande do Sul, renunciando à prefeitura.
Eleito prefeito pelo PSDB em 2004, foi o primeiro partidário de fora do PP e PTB a comandar a cidade em quase trinta anos. Durante seu mandato, concluiu a construção do Autódromo Internacional de Santa Cruz do Sul e realizou o projeto dos piscinões de alagamento do bairro Várzea.
Contemporaneamente, é primeiro suplente de Ana Amélia Lemos no Senado Federal.

### Escritor
Wenzel é autor dos livros “Migalha inteira”, “Cheguei, posso partir”, “Asas Douradas”, “A alma morre antes” e “A menina que decorava túmulos”. Também escreveu, sobre temas ambientais, as obras “FEPAM: raízes, trincheira e farol”, “Pampa verde”, “Ecologia real ou utopia ambiental” e “Lago Dourado e Piscinões” e produziu diversos artigos publicados em periódicos e revistas.
Desde 2021, ocupa a cadeira n.º 8 da Academia Rio-Grandense de Letras.